# Thanatus frederici
Thanatus frederici är en spindelart som beskrevs av Denis 1941. Thanatus frederici ingår i släktet Thanatus och familjen snabblöparspindlar. Inga underarter finns listade i Catalogue of Life.